# Katharina Bellowitsch
Katharina Bellowitsch sau Kati Bellowitsch (n. 13 iunie 1974, Graz, Austria) este prezentatoare de televiziune și radio de origine austriacă.
Născută în Graz, Stiria, Katharinei i-a predat un profesor de școală primară înainte de a deveni, în 1996, prezentatoare la un post de radio comercial din Stiria (Antenne Steiermark). Din anul 2000, ea a lucrat pentru ORF, dar și pentru Hitradio O3 și pentru televiziunea pentru copii, la un program de zi cu zi numit Forscherexpress ("Expresul exploratorilor"), unde copiii învață despre știință. Apoi a  lucrat pentru Drachenschatz (Comoara dragonului), care este un spectacol, și un concurs, în același timp - pentru copii. Ea a fost gazdă la serialul Forscherexpress cu Thomas Brezina.
În februarie 2010, ea a fost prezentatoare la "Vienna Opera Ball".